# Maria Gabriëla van Lalaing

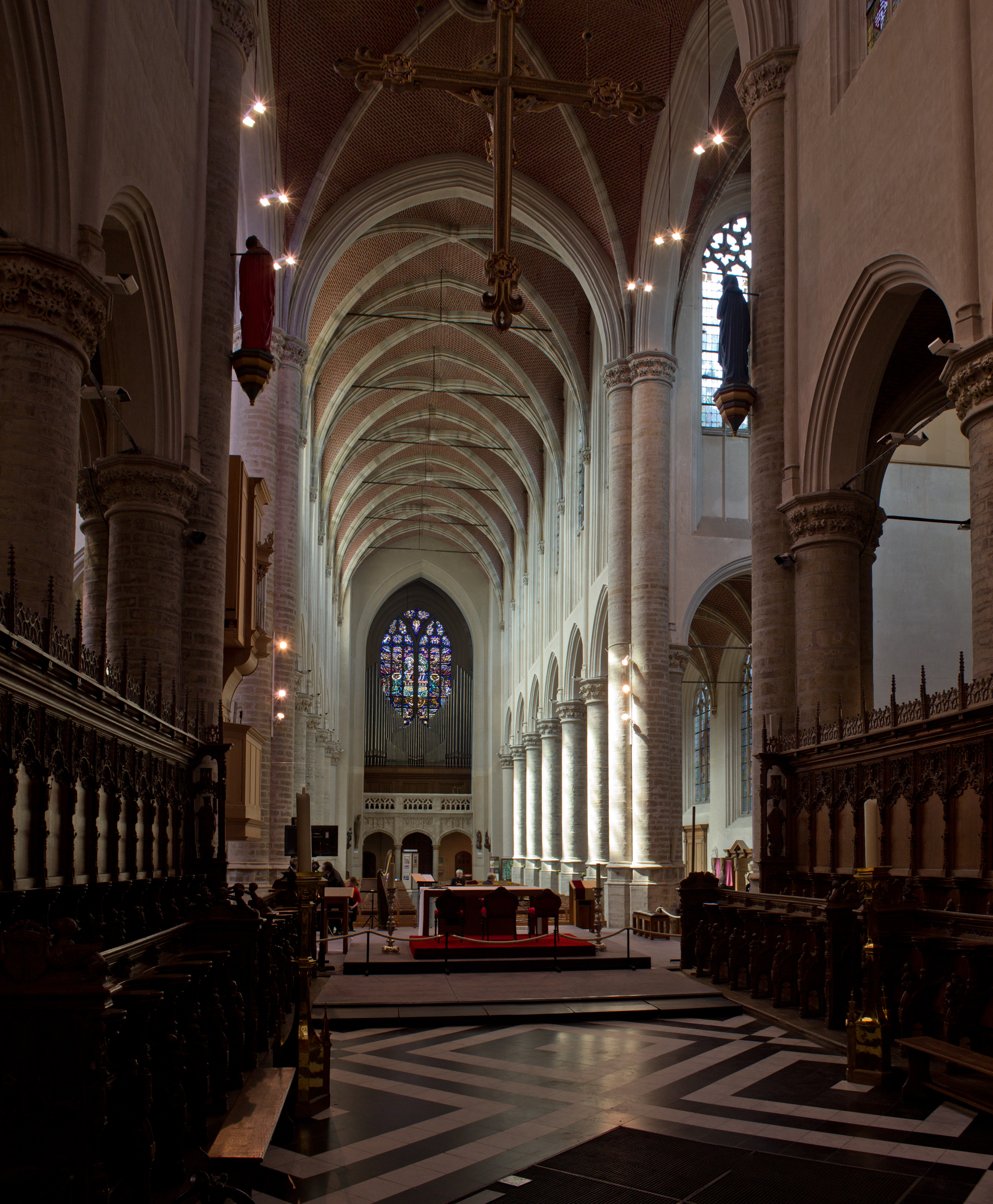
Interieur van de Sint-Katharinakerk (Hoogstraten)

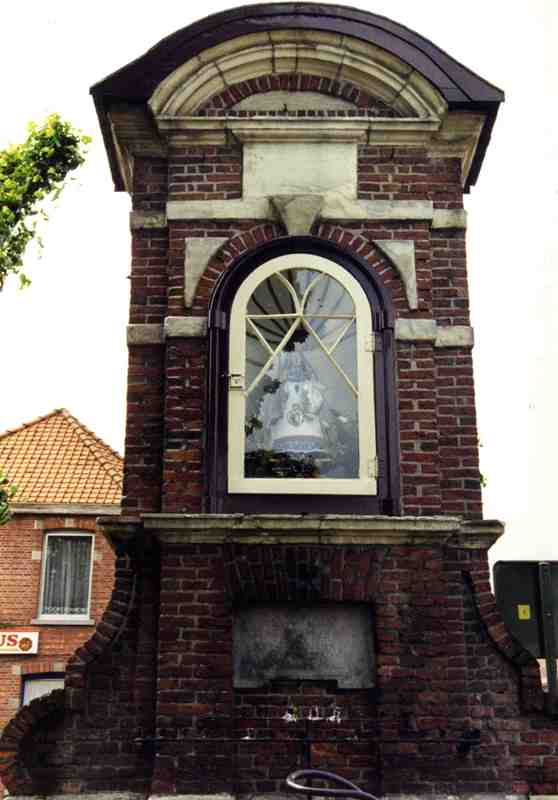
Kapel van O.L.V. van Bijstand, Heilig Bloedlaan Hoogstraten

Maria Gabriëla van Lalaing (Maastricht, 14 december 1643 - Antwerpen 8 februari 1709) was de laatste afstammelinge van de Hoogstraatse tak van het huis van Lalaing.
Maria Gabriëla van Lalaing werd geboren als dochter van Albert François van Lalaing en Isabella Madeleine van Ligne. Karel Florentijn van Salm was haar echtgenoot. Na de dood van haar man in 1676 verbleef ze meestal in Hoogstraten waar ze in 1682 het bewind van haar halfbroer Frans Paul van Lalaing, achtste graaf van Hoogstraten, overnam als voogd. Na zijn dood op 21 juni 1691 werd zij gravin van Hoogstraten. Onder haar bewind kwamen drie kloosters tot stand: het Karmelietessenklooster in 1678, het Kapucijnenklooster in 1686 en het Minderbroedersklooster, thans Instituut Spijker, in 1688.
In 1696 legde zij de eerste steen van het kapelletje van O.L.V. van Bijstand.
Op 8 februari 1709 overleed zij te Antwerpen na een langdurige ziekte en werd zij twee dagen later overgebracht naar Hoogstraten waar zij in de grafkelder op het hoogkoor van de Sint-Katharinakerk werd bijgezet. Op haar grafplaat staan haar titels: gravin van Hoogstraten en van Rennenberg, barones van Leuze, Pecq, Eine en Hurne, douarière reingravin, gravin van Salm, opvolgster van François Paul van Lalaing en van haar oom Pierre Jacques Procope de Lalaing, graaf van Rennenberg, gestorven in 1698.
Haar achtjarige kleinzoon Nikolaas Leopold van Salm-Salm erfde het graafschap Hoogstraten, de heerlijkheden Brecht, Merksplas en Ekeren, het Hof van Hoogstraten te Brussel en nog andere eigendommen. Door de Raad van Brabant werd bij akte van 12 mei 1709 jonker Andreas Melchior van Kessel als voogd over de jongen aangesteld.